# Annalísa Hermannsdóttir
Annalísa Hermannsdóttir (* 25. November 1997 in Reykjavík) ist eine isländische Schauspielerin.

## Leben und Karriere
Annalísa Hermannsdóttir wurde am 25. November 1997 in Reykjavík geboren. Sie studierte an der Háskóli Íslands. Von 2007 bis 2012 bekam sie in der Fernsehserie Pressa eine Hauptrolle. Anschließend wurde sie 2014 für den Film Straße der Hoffnung gecastet. Außerdem spielte sie 2019 in dem Film Echo mit. 2022 war sie in Svar við bréfi Helgu als Drehbuchbetreuer tätig.
Unter anderem gründete Annalísa eine Theatergruppe namens Fullorðird Fólk.

## Filmografie (Auswahl)
Filme
- 2014: Straße der Hoffnung
- 2019: Echo
- 2022: Svar við bréfi Helgu

Serien
- 2007–2012: Pressa